# Acacia conferta
Acacia conferta — вид квіткових рослин з родини бобових. Ареал: Австралія (пн.-сх. Новий Південний Уельс, пд.-сх. Квінсленд).

## Екологія
Росте на піщаних або суглинистих ґрунтах і часто є частиною сухого склерофілового лісу або евкаліптового лісу.

## Біоморфологічна характеристика
Округлий кущ або дерево, яке зазвичай виростає до 4 м у висоту, має тонкі розлогі гілочки з густими або рідкісними волосками. Від висхідних до прямовисних і скупчених філодіїв ростуть на коротких виступах стебла. Плоскі зелені філодії мають форму від лінійно-прямоланцетної до видовжено-еліптичної, довжину від 5 до 12 мм і ширину від 1 до 1.6 мм. Переважно цвіте з квітня по серпень, утворюючи прості суцвіття, розташовані поодиноко в пазухах. На кулястих головках міститься від 20 до 25 яскраво-жовтих квіток. Плоди мають довжину до 6 см і ширину від 10 до 15 мм і містять насіння довгасто-еліптичної форми довжиною від 5 до 6 мм.